# 高松新一
高松 新一（たかまつ しんいち、1980年11月21日 - ）は、日本の元お笑い芸人。漫才コンビオジンオズボーンのツッコミ担当で、松竹芸能に所属していた。

## プロフィール
- 千葉県富里市出身、千葉県立富里高等学校卒業。
- 松竹芸能の養成所で篠宮暁に声をかけられコンビ結成（篠宮には消去法で消していって残ったのが高松だったと言われている[1]）。コンビ結成当初はコンビニエンスストアでアルバイトしていた[1]。
- 2014年7月に単独ライブのなかで結婚を発表し、同年8月に結婚する。保証人は相方の篠宮[2]。しかし、2018年に離婚したことを発表した[3]。
- 2019年4月、『真夜中のおバカ騒ぎ!』内のコーナー「植毛芸人コンテスト」の第4大会で優勝[4]。
- 2021年1月8日、新型コロナウイルスに感染していた事が判明した[5]。
- 2022年内をもって、芸能界を引退し、オジンオズボーンも解散する[6]。

## 人物
- コンビのツッコミを担当し、ボケる篠宮を大きく通る声や派手なリアクションで突っ込むのが特徴。
- 姉が3人いる。名前は、実家を建て替えて最初に出来た子だったから「新一」と命名された。
- 好物はコロッケ。
- 生まれも育ちも千葉県だが、大阪の松竹芸能の養成所に入ってから、京都府出身の篠宮に関西弁を教わった。ツッコミでは積極的に関西弁を使うが、標準語も混じる。

## 出演

### テレビ番組
- 王様のブランチ（TBS・2008年）